# Pinturas de Adolf Hitler

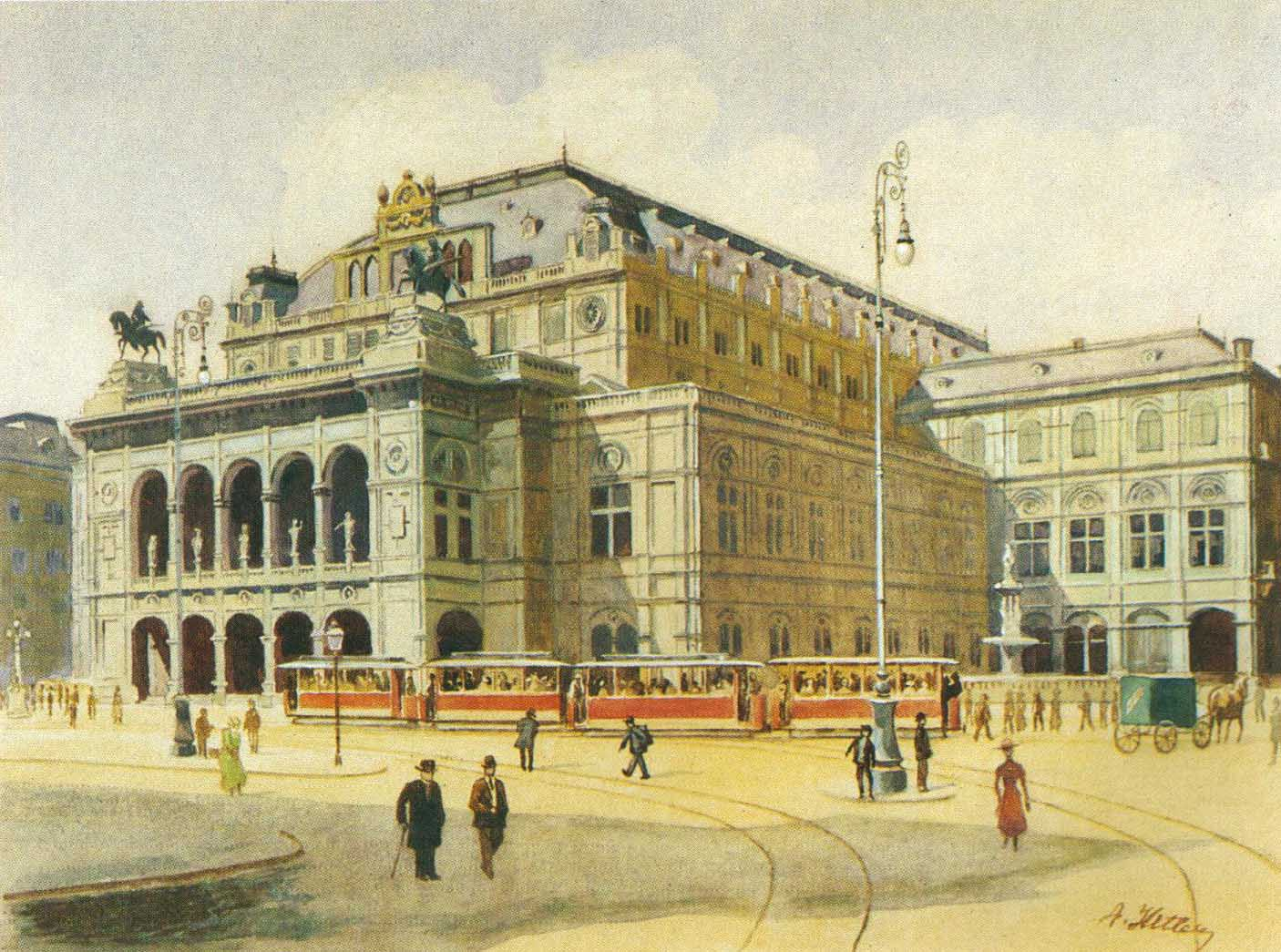
Ópera Estatal de Viena, Adolf Hitler, 1912

Adolf Hitler, líder do Partido Nazista na Alemanha nos anos que antecederam e durante a Segunda Guerra Mundial, também foi um pintor. Produziu centenas de obras e vendeu suas pinturas e cartões postais para tentar ganhar a vida durante os anos em Viena (1908–1913). Apesar de pouco sucesso profissional, ele continuou a pintar durante toda a sua vida.
Algumas de suas pinturas foram recuperadas após a Segunda Guerra Mundial e foram vendidas em leilões por dezenas de milhares de dólares. Outros foram apreendidos pelo Exército dos Estados Unidos e ainda são mantidos pelo governo dos EUA.

## Estilo e influências de Hitler

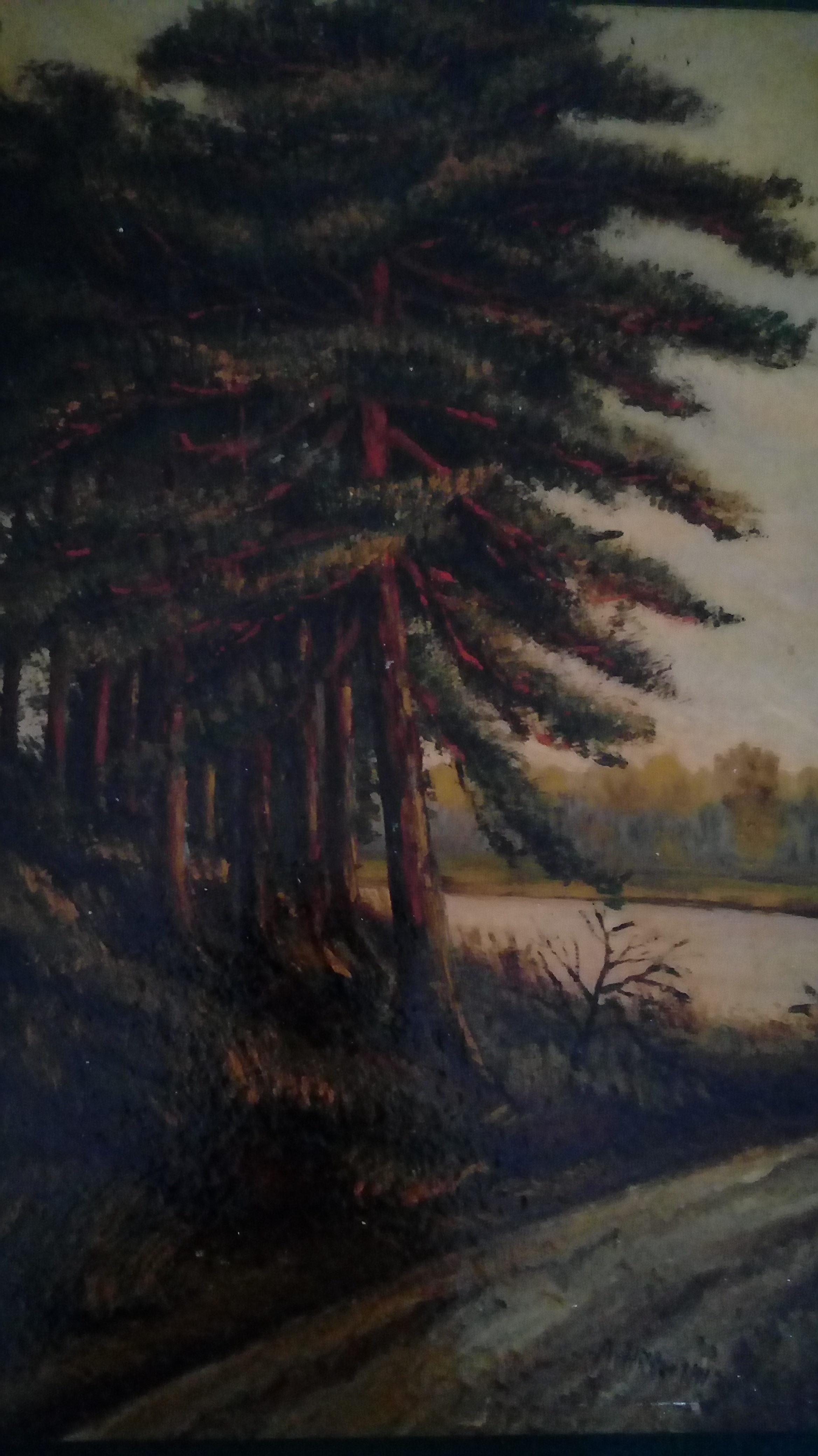
Árvore em uma pista, de Adolf Hitler, 1911

O estilo de Hitler foi muito calculado ao representar a arquitetura em suas pinturas. Em vez de progredir em sua influência artística, suas obras copiaram os artistas do século XIX e outros mestres anteriores a ele. Ele alegou ser a síntese de muitos movimentos artísticos, mas inspirou-se principalmente no classicismo greco-romano, no renascimento italiano e no neoclassicismo. Ele gostou da habilidade técnica desses artistas, bem como do simbolismo compreensível. Rudolf von Alt foi seu maior professor, como ele o chamava. Os dois mostram assuntos semelhantes e uso de cores, mas Alt exibe paisagens fantásticas, dando igual, se não mais, atenção à natureza e ao ambiente circundante do que à arquitetura.

## História

### Ambição artística
Em sua autobiografia Mein Kampf, de 1925, Adolf Hitler diz que em sua juventude queria se tornar um artista profissional, mas seus sonhos foram arruinados pois não passou no exame de admissão da Academia de Belas Artes de Viena. Hitler foi rejeitado duas vezes pelo instituto, uma vez em 1907 e novamente em 1908. Em seu primeiro exame, ele havia passado na parte preliminar na qual deveria desenhar duas cenas bíblicas ou icônicas designadas, em duas sessões de três horas cada. A segunda parte era fornecer um portfólio previamente preparado para os examinadores. Observou-se que os trabalhos de Hitler continham poucas cabeças. O instituto considerou que ele tinha mais talento em arquitetura do que em pintura.  Um dos instrutores, compreensivo à sua situação e acreditando que ele tinha algum talento, sugeriu que ele se inscrevesse na Escola de Arquitetura da academia. No entanto, isso exigiria o retorno ao ensino médio do qual ele havia desistido e não estava disposto a fazer.
De acordo com uma conversa em agosto de 1939, antes do início da Segunda Guerra Mundial, publicada no British War Blue Book, Hitler disse ao embaixador britânico Nevile Henderson: "Sou artista e não político. Depois que a questão polonesa for resolvida, quero terminar minha vida como artista".  

### Período em Viena
De 1908 a 1913, Hitler pintou cartões postais e pintou casas para se sustentar. Ele pintou seu primeiro autorretrato em 1910 aos 21 anos. Esta pintura, juntamente com outras doze pinturas de Hitler, foi descoberta pelo sargento do Exército dos EUA Major Willie J. Mc Kenna em 1945 em Essen, Alemanha.

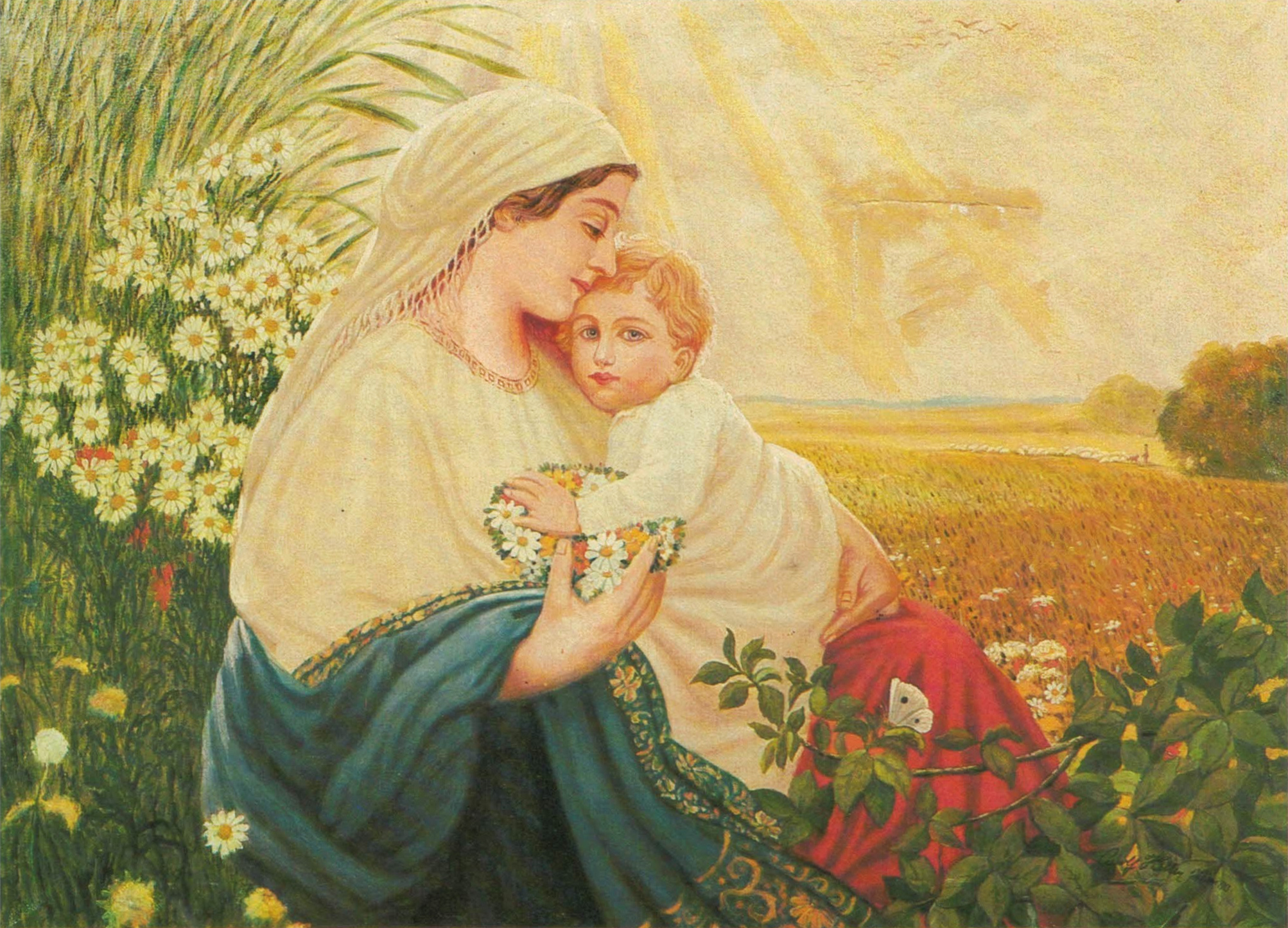
Mãe Maria com a Criança Sagrada Jesus Cristo, em 1913, por Adolf Hitler

Samuel Morgenstern, um empresário austríaco e parceiro de negócios do jovem Hitler em seu período em Viena, comprou muitas das pinturas do jovem Hitler. Segundo Morgenstern, Hitler o procurou pela primeira vez no início da década de 1910, em 1911 ou em 1912. Quando Hitler chegou à loja de vidros de Morgenstern pela primeira vez, ele ofereceu a Morgenstern três de suas pinturas. Morgenstern mantinha um banco de dados de sua clientela, através do qual era possível localizar os compradores das pinturas do jovem Hitler. Verificou-se que a maioria dos compradores era judia. Um cliente importante de Morgenstern, advogado chamado Josef Feingold, comprou uma série de pinturas de Hitler representando a velha Viena.

### Primeira Guerra Mundial
Quando Hitler serviu na Primeira Guerra Mundial, aos 25 anos de idade, em 1914, ele carregou papel fino e tela de pintura com ele no front (frente da batalha) para passar suas horas de folga desenhando e pintando. As obras que ele pintou durante esse período estavam entre as últimas antes de se tornar político. Os temas de sua pintura de guerra incluíam casas de fazendeiros, o dressing-station (onde os militares recebiam primeiros socorros), etc.

### Vendas de leilão
Várias pinturas de Hitler foram apreendidas pelo Exército dos Estados Unidos no final da Segunda Guerra Mundial. Eles foram levados para os Estados Unidos com outros materiais capturados e ainda são mantidos pelo governo estadunidense, que se recusou a permitir que eles fossem exibidos. Outras pinturas foram mantidas por particulares. Nos anos 2000, várias dessas obras começaram a ser vendidas em leilões. Em 2009, a casa de leilões Mullock's de Shropshire vendeu quinze das pinturas de Hitler por um total de £ 97.672 (US $ 143.358), enquanto a Ludlow's de Shropshire vendeu catorze obras por mais de 100.000 euros. Em um leilão de 2012 na Eslováquia, uma pintura de mídia mista alcançou 32.000 €. E em 18 de novembro de 2014, uma aquarela de Hitler, do antigo cartório de Munique, foi vendida por 130.000 € em um leilão em Nuremberg. A aquarela incluía uma nota fiscal e uma carta assinada por Albert Bormann, que pode ter contribuído para o seu preço de venda comparativamente alto. Em julho de 2017, a Mullock vendeu duas fotos raras em óleo. Um mostra uma casa em um lago.

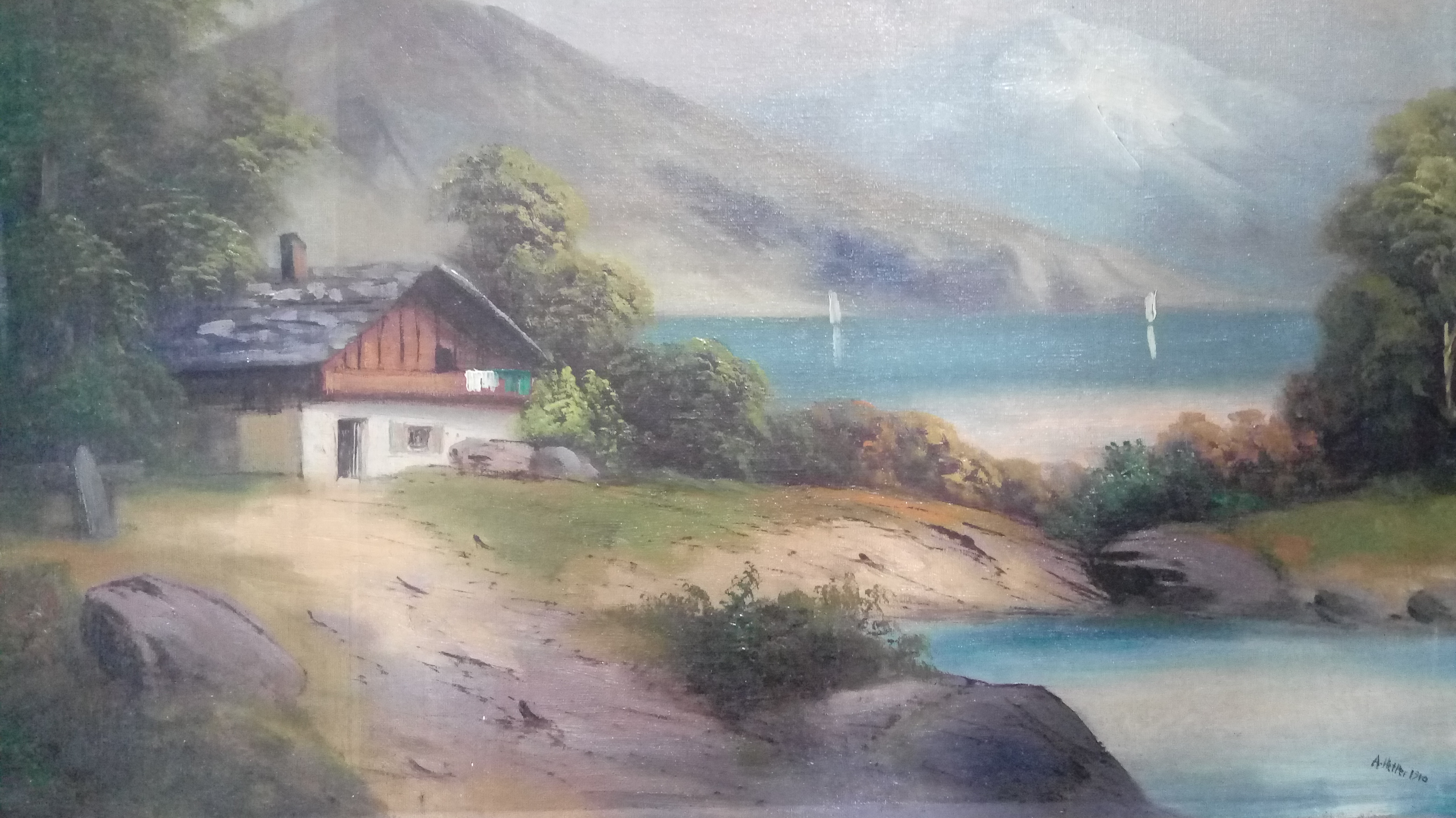
Hitler Haus am See

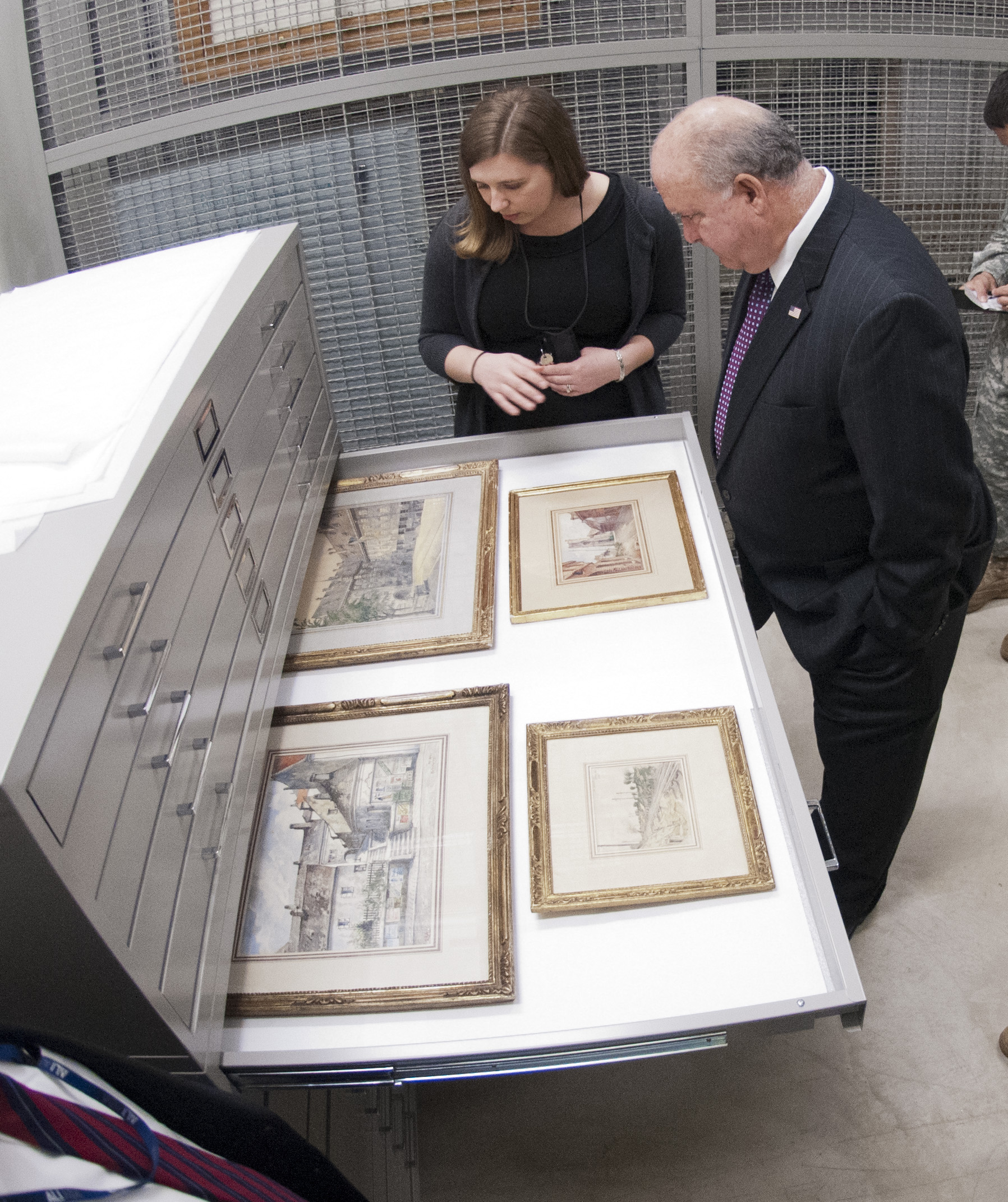
Aquarelas pertencentes a um dos fotógrafos de Hitler, Heinrich Hoffmann, armazenadas no Army Center of Military History.

Um grupo de estudiosos estima que existem apenas 300 obras concluídas de Hitler ao longo de sua vida; no entanto, Hitler mencionou em seu livro Mein Kampf que, enquanto estava em Viena, ele produzia cerca de duas ou três pinturas por dia. Mas mesmo se ele pintasse um retrato por dia durante os anos que passou em Viena, esse número seria bem superior a 600. Peter Jahn, talvez um dos principais especialistas em arte de Hitler, disse que teve duas entrevistas com este. Hitler disse que nos seis anos que passou em Viena e Munique, de 1908 a 1914, produziu mais de mil pinturas, algumas delas em óleo, como a 'Árvore de Hitler em uma pista' de 1911.
Jahn era uma das pessoas originalmente designadas por Schulte Stratthaus, antes de Hitler anexar a Áustria em 1938. Stratthaus havia sido nomeado por Hitler em 1936 para localizar e comprar pinturas que Hitler havia pintado de 1907 a 1912 e de 1921 a 1922. Jahn passou quase quatro anos rastreando os primeiros trabalhos de Hitler, até ser chamado para o serviço militar. Ele se tornou consultor de arte da embaixada alemã em Viena em 1937, onde procuraria, compraria e colecionaria peças individuais da arte de Hitler, a fim de supostamente destruir a maioria das pinturas. Jahn vendeu uma das maiores coleções da arte de Hitler, cerca de 18 peças, com um preço médio de venda de US $ 50.000.
Uma das mais extensas coleções particulares da arte de Hitler está alojada no Museu Internacional da Segunda Guerra Mundial, em Natick, Massachusetts.

## Análise crítica
Em 1936, depois de ver as pinturas que Hitler enviou à Academia de Arte de Viena, John Gunther escreveu "Eles são prosaicos, totalmente desprovidos de ritmo, cor, sentimento ou imaginação espiritual. São esboços doloridos de um arquiteto e desenho preciso; nada mais. Não é de admirar que os professores de Viena lhe dissessem para ir a uma escola de arquitetura e abandonar a arte pura sem esperança".
Um crítico de arte moderna foi convidado em 2002 a revisar algumas das pinturas de Hitler sem saber quem as pintou. Ele disse que eram muito bons, mas que o estilo diferente em que ele desenhava figuras humanas representava um profundo desinteresse pelas pessoas.
De acordo com um relatório intitulado The Water Colours of Hitler: Recovered Art Works Homage to Rodolfo Siviero (em tradução livre, 'As cores de água de Hitler: obras de arte recuperadas em homenagem a Rodolfo Siviero') preparado por Fratelli Alinari, as aquarelas de Hitler provam que ele era austero como pintor.

## Pinturas
O Pátio da Antiga Residência em Munique (1914) é uma das pinturas de Adolf Hitler. Ele retrato o Alter Hof, uma quadra de pedra em frente a uma grande mansão. Durante o tempo de Hitler em Munique, ele passou a maior parte de seus dias lendo e pintando, seguindo seu sonho como artista independente.

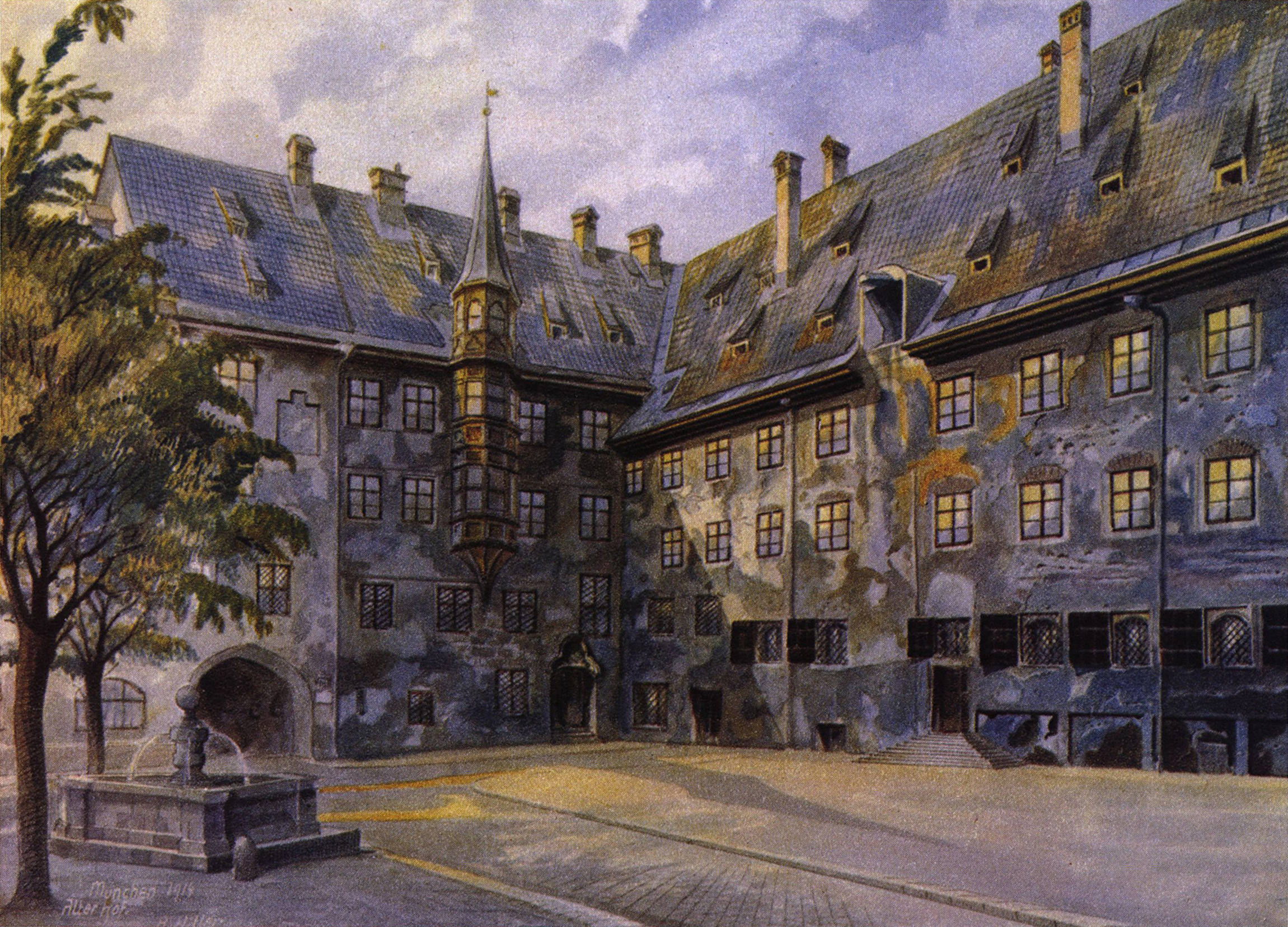
O pátio da antiga residência em Munique, 1914, de Adolf Hitler

Trabalhando principalmente em aquarela, Hitler usou o meio para expressar seu amor pela pintura e pela arquitetura. A pintura mostra seu estilo e domínio da aquarela para criar um delineamento rigoroso do edifício, mas à esquerda vemos duas árvores suaves para contrastar as linhas duras da casa. Em muitas das aquarelas de Hitler, o estudioso Charles Snyder observa a atenção detalhada às estruturas modestas cercadas por água e vegetação, [mas] a arquitetura é de primordial importância. Observe a vida das plantas, especialmente as folhas das árvores. As folhas são tipicamente borradas e manchadas com pouca consideração pela precisão ou realismo, geralmente usadas para enquadrar o objeto. Uma pequena fonte entre duas árvores foi pintada à esquerda.
O Pátio da Antiga Residência em Munique e algumas outras pinturas de Hitler estão arquivadas no porão do Army Center of Military History em Washington, DC, nunca mostrado ao público devido à sua natureza controversa.

## Artigos
- - Barron, Stephanie, Degenerate art: The Fate of the Avant-Garde in Nazi Germany (Los Angeles, Calif.: Los Angeles County Museum of Art, 1991).
  - Hitler, Adolf, and Ralph Manheim, Mein Kampf (Boston: Houghton Mifflin Company, 1943).
  - Price, Billy, Hitler: The Unknown Artist (Houston, Texas: Billy F. price Publishing Co., 1983).
  - Snyder, Charles, The Real Deal - Adolf Hitler Original Artworks, retrieved 10 June 2014.
  - Zalampas, Sherree Owens, Adolf Hitler: A Psychological Interpretation of his Views on Architecture, Art, and Music (Bowling Green, Ohio: Bowling Green University Popular Press, 1990). ISBN 978-0879724870ISBN 978-0879724870